# جورج جون سميث
جورج جون سميث (بالإنجليزية: George John Smith)‏ هو محامي وسياسي نيوزلندي، ولد في 1862 في المملكة المتحدة، وتوفي في 1946. انتخب عضو مجلس النواب نيوزيلندا.